# Halon
A halonok olyan vegyületek, amely halogénezett alkánokból állnak, azzal a fontos jellemzővel, hogy nem tartalmaznak hidrogént, tehát nem éghetőek, így leggyakrabban a tűzoltásnál használják fel őket. Mivel vegyületcsoportról van szó, ezért a halon márkanév után írt kódszám megmutatja azt, hogy melyik konkrét vegyületről van szó. A halonok rendkívül magas kémiai és hőstabilitással rendelkeznek. A fluortartalom növekedésével mérgező hatásuk is csökken.
Nem reakcióképes vegyületek, azonban a légkörben károsítják az ózont. A sztratoszférában lejátszódó hatásmechanizmusuk megegyezik a freonokéval. 
- Halon 104 (szén-tetraklorid)
- Halon 1103 (tribróm-fluormetán)
- Halon 112 (fluor-diklórmetán)
- Halon 1201 (bróm-difluormetán)
- Halon 1202 (dibróm-difluormetán)
- Halon 1211 (bróm-difluor-klórmetán, CF2ClBr)
- Halon 122 (difluor-diklórmetán)
- Halon 1301 (bróm-trifluormetán, CBrF3)
- Halon 14 (tetrafluormetán)
- Halon 242 (1,2-diklórtetrafluoretán)
- Halon 2402 (dibróm-tetrafluoretán) – tűzoltókészülékekben használták fel.
- Halon 2600 (hexafluoretán)

## Fordítás
- Ez a szócikk részben vagy egészben  a   Halon című angol Wikipédia-szócikk fordításán alapul.  Az eredeti cikk szerkesztőit annak laptörténete sorolja fel. Ez a jelzés csupán a megfogalmazás eredetét és a szerzői jogokat jelzi, nem szolgál a cikkben szereplő információk forrásmegjelöléseként.